# Konstanty Hrynakowski

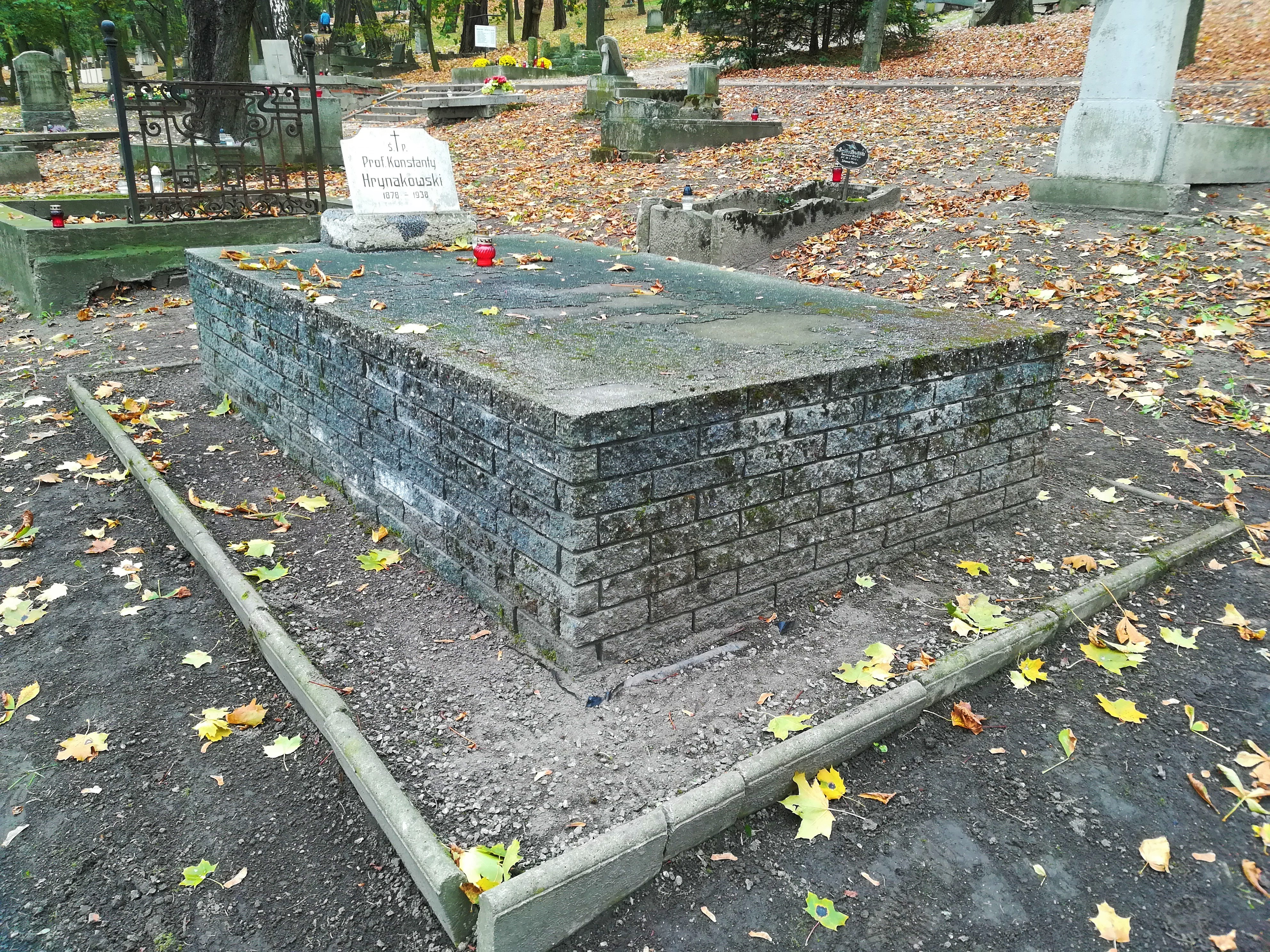
Grób na cmentarzu świętowojciechowym w Poznaniu

Konstanty Hrynakowski (ur. 21 maja 1878 w Smile, zm. 4 września 1938 w Poznaniu) – polski chemik, krystalograf i farmaceuta. Był profesorem zwyczajnym Uniwersytetu Poznańskiego oraz prekursorem szkoły analizy termicznej leków.

## Życie
Urodził się 21 maja 1878 w Smile w pow. czerkaskim. Był synem Piotra i Adeli z Pogorzelskich. W 1892 ukończył gimnazjum klasyczne w Kijowie z medalem srebrnym, następnie w 1902 studia z dyplomem I stopnia na Uniwersytecie Kijowskim (Wydział Matematyczno-Przyrodniczy) i rozpoczął studia na Politechnice Kijowskiej. Od 1905 przebywał na zsyłce w Tomsku za udział w rozruchach rewolucyjnych. Podjął pracę w Tomskim Instytucie Technologicznym. Od 1914 do 1920 prowadził prace naukowe w Getyndze, Monachium i Sztokholmie. Od 1920 na Uniwersytecie Poznańskim (od 1930 - profesor zwyczajny), w tym nauczyciel akademicki Wydziału Lekarskiego UP.

## Praca naukowa
Konstanty Hrynakowski był twórcą szkoły analizy termicznej leków. Organizował nowoczesne studia farmaceutyczne w Poznaniu, badał mechanizmy działania mieszanin związków chemicznych w terapii pacjentów, był także krystalografem.
Prace naukowe:
- 138[3] prac opublikowanych (Polska, Niemcy, Francja, Rosja),
- redakcja czasopisma Szkoły Akademickie,
- członek międzynarodowych towarzystw chemicznych (Polska, Niemcy, Francja),
- prezes honorowy poznańskiego oddziału Polskiego Towarzystwa Chemicznego.

## Ordery i odznaczenia
- Krzyż Komandorski Orderu Odrodzenia Polski (pośmiertnie, 10 listopada 1938)[4]

## Upamiętnienie
W Poznaniu znajduje się ulica jego imienia.